# Moiana
Bartomeu Gomila Pujol, anomenat Moiana (Montuïri segle xvii - 1666) va ser un bandoler mallorquí que acabà executat per la justícia, la seva figura ha estat objectes de diverses tradicions i mites.

## Vida
Nat a la vila mallorquina de Montuïri, desenvolupà la seva activitat delictiva des de la Serra de Tramuntana on tenia el seu refugi. Se li atribueixen almenys 20 assassinats, diverses violacions de dones i alguns desafiaments a l'autoritat. Va ser pres, juntament amb el seu estol, l'agost de 1666 per ordre del virrei Roderic de Borja prop d'Orient, després d'una persecució que s'havia iniciat dins la possessió de s'Extremera. L'execució es portà a terme el setembre del mateix any a les forques de Montuïri, morí esquarterat després que se li tallassin les orelles.

## Tradicions
- La nit de la seva mort les òlibes no deixaven acostar-se ningú al lloc de l'execució perquè temien perdre els trossos de carn del cos del bandoler

- Les restes d'en Moiana es troben localitzades, segons la tradició, a diversos indrets del terme de Montuïri. Una tradició la situa sota una pedra, la pedra d'en Moiana, al lloc conegut actualment com a So na Moianes. Un altre mite assegura que les seves restes es troben dins l'arc d'una façana del poble.

- Una llegenda afirma que en Moiana era un bruixot que tenia follet, el poble de Montuïri l'enganyà organitzant un ball per capturar-lo. Allà mitjançant una jove fou desposseït dels seus poders, pres pel poble i mort.[1] Aquesta tradició és una interferència amb la memòria d'un altre bandejat mallorquí Mateu Reus "Rotget".

## Colla de dimonis
El personatge d'en Moiana ha inspirat una colla de dimonis, Esbart d'en Moiana, que es presentà el gener de 2008 a Montuïri amb l'espectacle "La Resurrecció d'en Moiana".